# 여성어
여성어(女性語)는 여성 특유의 표현이나 말을 뜻한다. 남성어보다는 교양있다고 여겨진다.